# Thánh thất Sài Gòn
Thánh thất Sài Gòn là một công trình tôn giáo lớn của đạo Cao Đài tại phường Chợ Quán, Thành phố Hồ Chí Minh.
Được khởi công xây dựng vào năm 1999 và hoàn thành vào năm 2001, Thánh thất này trở thành một trong những Thánh thất Cao Đài lớn nhất Sài Gòn ở thời điểm hoàn thành, với kiến trúc 3 tầng đặc biệt.
Hiện tại, Thánh thất này là cơ sở thờ tự của Họ Đạo Sài Gòn, đồng thời là văn phòng của Ban Đại diện Hội Thánh Tòa Thánh Tây Ninh tại Thành phố Hồ Chí Minh.

## Lịch sử
Trước năm 1949, cơ sở hành Đạo của Châu đạo Sài Gòn đặt ở chùa Thái Hòa số 75 đường Cô Bắc, Quận 1. Đây nguyên một ngôi chùa của đạo Minh Sư hiến cho đạo Cao Đài để thờ phụng Chí Tôn và tín hữu Cao Đài quanh vùng về đây lễ bái vào các ngày lễ, mà cũng là nơi đặt văn phòng Khâm Châu Đạo Sài Gòn lúc bấy giờ. Ngày nay, nơi này là một Điện thờ Phật Mẫu rất khang trang gọi là Điện thờ Phật Mẫu Thái Hòa.
Vào năm 1949, do nhu cầu đạo sự Hộ pháp Phạm Công Tắc đã mua lại một villa kiểu Pháp, tọa lạc trên khuôn viên có diện tích là 931 mét vuông, địa chỉ lúc đó là 107 (nay là 891) đường Trần Hưng Đạo, quận 5, Sài Gòn, để đặt làm văn phòng liên lạc, để mỗi khi ông hoặc các chức sắc Thiên phong xuống Sài Gòn thì nghỉ ngơi và làm việc tại đây.
Về sau Hộ pháp Phạm Công Tắc trao cơ sở 107 Trần Hưng Đạo cho Châu đạo Sài Gòn để làm cơ sở hành đạo, lúc đó còn là nhà trệt, phía trước thờ Chí Tôn, phía bên thờ Phật Mẫu, còn dãy nhà hậu là nơi làm việc và nghỉ ngơi cho các chức sắc Hành chánh, Phước thiện và các ban bộ điều hành đạo sự tại địa phận Sài Gòn. 
Đến năm 1973, Giáo hữu Thượng Đâu Thanh, Khâm châu Đạo Sài Gòn bấy giờ, đã cho xây cất phần hậu điện thêm lên 2 tầng, tầng 2 một bên thờ Đức Chí Tôn, một bên thờ Phật Mẫu để có rộng rãi hơn cho tín hữu chiêm bái vào những ngày lễ, tầng 1 làm phòng nghỉ ngơi, đổi phần trệt phía trước làm phòng hội, khánh tiết, tiếp tân, phần sau là phòng trù (nơi nấu nướng) và công trình phụ (nhà vệ sinh, phòng tắm công cộng v.v) và kiến tạo thêm cổng ra vào theo kiểu cửa tam quan.

### Tiến trình xây dựng Thánh thất
Sau năm 1975, qua nhiều năm không sửa chữa, cơ sở này bị xuống cấp trầm trọng. Giữa thập niên 1990, khi chính sách tôn giáo cởi mở hơn, do nhu cầu củng cố và phát triển, các chức sắc và bổn đạo thuộc Tộc đạo Sài Gòn đã tổ chức một buổi họp lớn đưa đến quyết định xây cất lại thành Thánh thất theo mẫu số 4 của Tòa Thánh Tây Ninh.
Trên một khuôn viên nhất định của cơ sở cũ chỉ có 931 mét vuông nhưng yêu cầu xây cất Thánh thất theo mẫu số 4, ngoài tiêu chuẩn về kiến trúc mỹ thuật, còn phải đáp ứng cho yêu cầu hội họp, sinh hoạt cho một Tộc đạo đông đảo trên 5.000 tín đồ., cũng như các nhu cầu sinh hoạt nghỉ ngơi cho chức sắc, chức việc và tín đồ các ban bộ thi hành đạo sự. Do đó, kiến trúc của Thánh thất này hoàn chỉnh với 3 tầng kiên cố:
- Tầng trệt: phía trước là hội trường sinh hoạt của tín hữu và nơi làm việc của Ban Cai quản và các Ban Bộ của Tộc Đạo quận 5. Phía sau là nhà bếp và các công trình phụ (hồ chứa nước, nhà vệ sinh, nhà tắm công cọng).
- Tầng 1: phía trước là nơi thờ phụng chư tiên linh Cửu huyền Thất tổ và phòng Khánh tiết, Tiếp tân, có bao lơn nhìn xuống đường Trần Hưng Đạo. Nơi đây cũng kiến trúc và trang trí rất lịch sự đẹp mắt. Phía sau là một dãy phòng biệt lập dành cho sự nghỉ ngơi.
- Tầng 2 là phần chính, xây cất theo khuôn mẫu một Thánh thất của Cao Đài giáo gồm có lầu Hiệp Thiên Đài, lầu chuông, lầu trống, Cửu Trùng Đài, Bát Quái Đài. Tầng 2 nầy là một Thánh thất mẫu số 4, có trần đúc vòm cung, cột rồng, cùng các chi tiết tô đắp, sơn vẽ theo kiểu mẫu Đền Thánh trung ương thâu nhỏ.

Đây là một công trình khá lớn trong cửa Đạo, được xây cất trong vòng 2 năm, tính từ ngày lễ đặt viên đá đầu tiên ngày 4 tháng 2 năm Kỷ Mão (tức 21 tháng 3 năm 1999), đến ngày 12 tháng 3 năm Canh Thìn (tức 16 tháng 4 năm 2000) đã làm lễ An vị Thánh tượng Thiên nhãn, và được khánh thành ngày 24 tháng Năm Tân Tỵ (tức 14 tháng 7 năm 2001). Tổng kinh phí xây cất xấp xỉ 1.335.496.000 đồng (tương đương khoảng 100.000 USD theo tỷ giá hiện tại), là một số tiền vô cùng lớn lúc bấy giờ.

## Kiến trúc Thánh thất
Do Thánh thất xây dựng theo kiểu mẫu của Tòa Thánh Tây Ninh nên có đầy đủ những phần kiến trúc tổng thể của tôn giáo Cao Đài là: Hiệp Thiên Đài, Cửu Trùng Đài và Bát Quái Đài.
- Hiệp Thiên Đài:

Hiệp Thiên Đài của Thánh thất Sài Gòn gồm 2 lầu chuông, trống. Mỗi lầu cao 18m, gồm 5 tầng.
Lầu chuông phía dưới có lắp ô thông gió, tạo hình chữ "CAO" bằng chữ Quốc ngữ và chữ Hán, trên đó có 4 chữ "Lôi Âm Cổ Đài" bằng chữ Quốc ngữ, nhưng không được phép đắp hình Quyền Giáo tông Thượng Trung Nhựt như của Tòa Thánh Tây Ninh mà thay vào đó là hình mặt Trời đang tỏa sáng. Trong lầu có treo một cái chuông lớn gọi là Bạch Ngọc Chung. Đỉnh lầu dưới cột thu lôi có tạc hình cái hồ lô, tượng trưng bửu pháp của Lý Thiết Quả, được cho là tiền kiếp của Quyền Giáo tông Thượng Trung Nhựt.
Lầu trống phía dưới có lắp ô thông gió, tạo hình chữ "ĐÀI" bằng chữ Quốc ngữ và chữ Hán, trên đó có 4 chữ "Bạch Ngọc Chung Đài" bằng chữ Quốc ngữ, nhưng không được phép đắp tượng Nữ Đầu sư Hương Thanh như của Tòa Thánh Tây Ninh mà thay vào đó là hình Mặt Trăng đang tỏa sáng. Trong lầu có treo một cái trống lớn gọi là Lôi Âm Cổ. Đỉnh lầu dưới cột thu lôi có tạc hình giỏ hoa lam là bửu pháp của Long Nữ, thị giả của Quan Thế Âm, được cho là tiền kiếp của Nữ Đầu sư Hương Thanh.
Khu vực lối vào chính, phía trước có đúc 4 cột trụ gọi là cột Long Hoa. Mỗi bên có hai cột song song, một đắp hình rồng đỏ (LONG), một đắp hình hoa sen (HOA), chạm trổ rất tinh vi, màu sắc rực rỡ, tượng trưng Đại hội Long Hoa, một giai đoạn chuyển kiếp tiến hóa của nhân loại. Để vào Đền Thánh, người ta phải bước qua năm bậc thềm, tượng trưng cho Ngũ Chi Đại Đạo và năm bước tiến hóa của nhân loại theo quan điểm của đạo Cao Đài: Người, Thần, Thánh, Tiên, Phật.
Phía giữa lối vào là một bức họa, trên đó vẽ một bàn tay từ trong mây đưa ra cầm một cán cân đặt trên quả địa cầu, gọi là hình tượng Cân Công Bình, tượng trưng cho công lý phán xét công tội của con người trước khi được chuyển kiếp tiến hóa. Phía bên phải lối vào là tượng ông Thiện, mình mặc giáp, đầu đội kim khôi, tay cầm đại đao nhưng gương mặt hiền từ, tượng trưng cho điều thiện (chánh tâm). Phía bên trái lối vào là tượng ông Ác, cũng mặc khôi giáp, nhưng gương mặt dữ dằn, một tay cầm búa, một tay cầm Ngọc ấn tỷ phù, tượng trưng cho điều Ác (vọng tâm).
Phía trên có một bao lơn xây hình bán nguyệt, một lá đạo kỳ thường được treo ngay giữa bao lơn, gồm 3 phần: phần màu vàng trên cùng, thêu 6 chữ Hán "Đại Đạo Tam Kỳ Phổ Độ", phần giữa màu xanh thêu hình Thiên Nhãn và Cổ Pháp Tam Giáo (kinh Xuân Thu, cây Phất Chủ, bình Bát Vu), phần dưới màu đỏ để trống.
Trên cùng hết phía ngoài được đắp nổi biểu tượng Thiên Nhãn. Trên cao có tượng Phật Di Lặc ngồi trên lưng cọp và tòa sen. Biểu tượng con cọp tượng trưng năm Bính Dần (1926) là năm Khai Đạo Cao Đài.
Qua 5 bậc thềm của lối vào chính của Thánh thất là khu vực Tịnh Tâm Điện. Phía trước là bức tranh Tam Thánh Cao Đài đang ký Thiên Nhơn hòa ước, họa theo hình như của Tòa Thánh Tây Ninh.
Gian trong của Thánh thất gọi là Chánh điện phía sau bức tranh Tam Thánh Cao Đài, đối diện với bàn thờ Thượng đế là bàn thờ Hộ pháp vẽ hình chữ Khí bằng chữ Hán, chứ không đắp tượng Hộ pháp Phạm Công Tắc như ở Tòa Thánh Tây Ninh.
- Cửu Trùng Đài

Phần giữa Chánh điện là khu vực Cửu Trùng Đài, nối liền Hiệp Thiên Đài với Bát Quái Đài. Khu vực này có 6 cột trụ phân làm 2 bên, nhưng theo luật lịnh của Tòa Thánh Tây Ninh không được trang trí hình rồng như ở Tòa Thánh. Phía dưới mỗi cây cột được một đóa hoa sen lớn màu đỏ đỡ lấy. Nơi đây là nơi quỳ cúng của Chức sắc, chức việc và tín hữu.
- Bát Quái Đài

Khu vực Bát Quái Đài nằm phía cuối của Thánh thất. Gian này có 8 cột trụ rồng xếp thành Bát quái. Nhưng không làm quả Càn Khôn như Tòa Thánh Tây Ninh mà thay vào đó là một bàn thờ lớn có 8 bậc. Bậc thứ nhất là một hình Thiên Nhãn lớn tượng trưng Thượng đế, kế dưới là một ngọn đèn dầu gọi là đèn Thái Cực luôn luôn được thắp sáng không để cho tắt. Bậc thứ hai, là bài vị thờ 3 vị giáo chủ của 3 tôn giáo lớn là Đức Phật Thích Ca giáo chủ Phật giáo, Lão Tử giáo chủ Đạo giáo, Khổng tử giáo chủ Nho giáo. Ba bài vị đều viết bằng chữ Hán. Bậc thứ 3, thờ 3 vị là Quan Thế Âm Bồ tát, Đại tiên Lý Thái Bạch, Quan Thánh Đế Quân, ba vị này đại diện cho Tam giáo trong Đại Đạo Tam Kỳ Phổ Độ theo giáo lý Cao Đài. Bậc thứ 4, thờ bài vị của Chúa Giê-su giáo chủ Kitô giáo tượng trưng Thánh Đạo. Bậc thứ 5, thờ Khương Tử Nha giáo chủ Thần đạo trong Ngũ Chi Đại Đạo. Bậc thứ 6, thứ 7 và bậc cuối cùng là nơi để các phẩm vật dâng cúng gồm: một bình hoa, một đĩa trái cây, ba ly rượu, một tách trà, một tách nước trắng, hai chân đèn và một lư hương lớn.